# Preston Foster
Preston Foster (Pitman, 24 d'agost de 1900 − San Diego, 14 de juliol de 1970) va ser un cantant i actor de cinema i teatre estatunidenc.

## Biografia
Nascut a Pitman (Nova Jersey), de vegades feia servir el nom artístic de Preston S. Foster. Foster va començar a actuar al cinema el 1929, encara que ja tenia experiència com a actor teatral, havent treballat a Broadway. L'octubre de 1931 seguia actuant-hi en una obra titulada Two Seconds, col·laborant amb Edward Pawley. Alguns dels seus films més destacats van ser Doctor X (1932), Sóc un fugitiu (1932), Annie Oakley (1935), The Last Days of Pompeii (1935), El delator (1935) i My Friend Flicka (1943). En l'àmbit televisiu, va actuar en el drama Waterfront (1954-1955), amb el paper del Capità John Herrick.
La seva primera esposa va ser l'actriu teatral Gertrude Warren, amb la qual va tenir una filla, Stephanie. Es va casar de nou en 1946, en aquesta ocasió amb la també actriu Sheila Darcy, romanent dos junts fins a la mort de l'actor.
Durant la Segona Guerra Mundial, en la qual va servir a la Guàrdia Costera dels Estats Units, va aconseguir el grau de Capità a la Reserva Temporal. Més endavant se li va concedir el rang honorífic de Comodor de la Guàrdia Costanera.
Abans de començar la seva carrera al cinema, Foster era, a més d'actor, cantant, faceta que va recuperar després d'acabar la guerra. El 1948 va formar un trio musical amb la seva dona, Sheila Darcy, i amb Gene Leis, que era l'arranjador. Els tres cantaven en ràdios i clubs, arribant a actuar amb Orrin Tucker, Peggy Ann Garner i Rita Hayworth.
Preston Foster va morir el 1970 al barri de la Jolla de San Diego, a Califòrnia. Va ser enterrat en el Cementiri El Camino Memorial Park de la ciutat on va morir.

## Selecció de la seva filmografia
- Two Seconds (1932)
- Doctor X (1932)
- The Last Mile (1932)
- Life Begins (La vida comença) (1932)
- I Am a Fugitive from a Chain Gang (1932)
- Ladies They Talk About (1933)
- Elmer, the Great (1933)
- Corruption (1933)
- Sensation Hunters (1933)
- Hoop-la (1933)
- Heat Lightning (1934)
- El delator (The Informer) (1935)
- The Last Days of Pompeii (1935)
- Annie Oakley (1935)
- Love Before Breakfast (1936)
- The Plough and the Stars (1936)
- First Lady (1937)
- Sea Devils (1937)
- Els que morirem aviat (We Who Are About to Die) (1937)
- The Outcasts of Poker Flat (1937)
- The Westland Case (1937)
- Army Girl (1938)
- Submarine Patrol (1938)
- Up the River (1938)
- The Storm (1938)
- Everybody's Doing It (1938)
- North West Mounted Police (1940)
- Secret Agent of Japan (1942)
- A Gentleman After Dark (1942)
- Little Tokio, U.S.A. (1942)
- Thunder Birds (1942)
- American Empire (1942)
- My Friend Flicka (1943)
- Guadalcanal Diary (1943)
- Thunderhead, Son of Flicka (1945)
- The Valley of Decision (1945)
- The Harvey Girls (1946)
- La dona de foc (Ramrod) (1947)
- I Shot Jesse James (1949)
- The Big Cat (1949)
- Tomahawk (1951)
- The Big Night (1951)
- Kansas City Confidential (1952)
- I, the Jury (1953)
- Els viatgers del temps (The Time Travelers) (1964)